# Barry Ryan
Pour les articles homonymes, voir Ryan.
Barry Ryan, nom de scène de Barry Sapherson, né le 24 octobre 1948 à Leeds et mort le 28 septembre 2021, est un chanteur pop britannique, ainsi qu'un photographe de renom.

## Biographie

### Carrière
Fils de Marion Ryan (1931-1999), une chanteuse pop à succès dans les années 1950, et de Fred Sapherson, Barry Ryan et son frère jumeau Paul commencent à se produire comme chanteurs à l'âge de 15 ans. En 1965, ils signent un contrat d'enregistrement avec Decca et sortent des 45 tours comme Don't Bring Me Your Heartaches (1965), Have Pity on the Boy (1966) et Missy Missy (1966).
Lorsqu'il apparaît que Paul est au bord de la dépression nerveuse et n'est plus capable d'enregistrer à cause du stress lié au show business, les jumeaux décident d'une nouvelle répartition du travail : Paul composera les chansons, Barry les interprétera en solo et elles sortiront sous le nom de Barry Ryan. Le plus grand succès (cinq millions) de ce duo compositeur-chanteur, alors pour MGM Records, est Eloise (1968), une chanson mélodramatique, lyrique et très orchestrée (elle est reprise la même année par Claude François). D'autres titres suivent comme Love is Love (1968), The Colour of my Love (1969) repris par Dalida, The Hunt (1969), Magical Spiel (1970) et Kitsch (1970). La chanson Red Man (1971) est classée deuxième au palmarès en France pendant seize semaines.
Le 45 tours Love is Love, écrit par Paul et interprété par Barry comme les précédents sort au Royaume-Uni en février 1969. C'est un échec dans son propre pays. Mais, avec les ventes en Allemagne, en Autriche et aux Pays-Bas, il atteint le million d'exemplaires vendus en août 1969. Le premier 33 tours Barry Ryan dépasse également le million. Une vingtaine de 45 tours ou de 33 tours suivent. Le dernier 45 tours est Turn Away, en 1990. Le dernier 33 tours, Hello Again, sort en 2005, écrit et produit par Barry.
Barry Ryan est très populaire en Allemagne. Promu par Bravo, un journal allemand s'adressant aux jeunes, Barry enregistre plusieurs chansons en allemand, comme Die Zeit macht nur vor dem Teufel halt (Time Only Stops at The Devil) ainsi que So Laß uns Leben (Won't You Join me?) en 1974 en duo avec Paul.
Il arrête sa carrière au début des années 1970. Des rumeurs courent alors, affirmant qu'il a eu un accident dans le studio d'enregistrement, souffrant de sévères brûlures au visage et qu'il ne peut plus apparaître en public. Le 4 avril 1969, il a en effet été brûlé lors de la séance de prise de vue d'une publicité pour un magazine allemand, par une projection accidentelle de pétrole ; il est hospitalisé trois mois. 
En 1986, le groupe punk devenu New Wave The Damned reprend Eloise et arrive troisième dans les hit-parades britanniques. Barry déclare apprécier beaucoup cette version moins orchestrale de son succès. Il fait un retour au début des années 1990 avec la sortie de deux CD reprenant d'anciennes chansons du duo Ryan. Il participe aussi au Solid Silver 60s Tour au Royaume-Uni en 2003, chantant Eloise avec The Dakotas.
Il participe à deux passages dans Les Années bonheur de Patrick Sébastien en 2007.

### Mort
Barry Ryan meurt le 28 septembre 2021 à l'âge de 72 ans.

### Vie privée
Barry Ryan est marié avec Christine Davison et a deux enfants Jack Davison (1995) et Sophia Davison (1996). Son frère Paul est mort en novembre 1992.

## Sources
- (en) Cet article est partiellement ou en totalité issu de l’article de Wikipédia en anglais intitulé « Barry Ryan (singer) » (voir la liste des auteurs).

- (en) Cet article est partiellement ou en totalité issu de l’article de Wikipédia en anglais intitulé « Eloise (Paul Ryan song) » (voir la liste des auteurs).